# تران منه لوي
تران منه لوي هو لاعب كرة قدم فيتنامي في مركز الوسط، ولد في 19 سبتمبر 1986 في فيتنام. لعب مع Dong Thap FC ‏.

## وصلات خارجية
- تران منه لوي على موقع Soccerway.com (الإنجليزية)